# Slatinka nad Bebravou
Slatinka nad Bebravou (Hongaars: Alsószalatna) is een Slowaakse gemeente in de regio Trenčín, en maakt deel uit van het district Bánovce nad Bebravou.
Slatinka nad Bebravou telt 203 inwoners.